# Chasmanthium
Chasmanthium Link, 1827 è un genere di piante angiosperme monocotiledoni appartenente alla famiglia delle Poacee (o Graminacee, nom. cons.).

## Etimologia
Il nome del genere deriva da due parole greche: "chasma" (= vuoto) e "anthos" (= fiore) e fa riferimento alle glume dell'infiorescenza che si aprono esponendo i chicchi dei frutti della pianta.
Il nome scientifico del genere è stato definito dal biologo, botanico e naturalista tedesco Johann Heinrich Friedrich Link (Hildesheim, 2 febbraio 1767 – Berlino, 1º gennaio 1851) nella pubblicazione "Hortus Regius Botanicus Berolinensis descriptus" (Hort. Berol. [Link] 1: 159 - 1827) del 1827. Il nome scientifico della tribù è stato definito inizialmente dai botanici W.V. Brown e B. N. Smith e successivamente perfezionato dai botanici J. Gabriel Sánchez-Ken e Lynn G. Clark nella pubblicazione "Phylogeny and new tribal classification of the Panicoideae s.l. (Poaceae)" del 2010.

## Descrizione

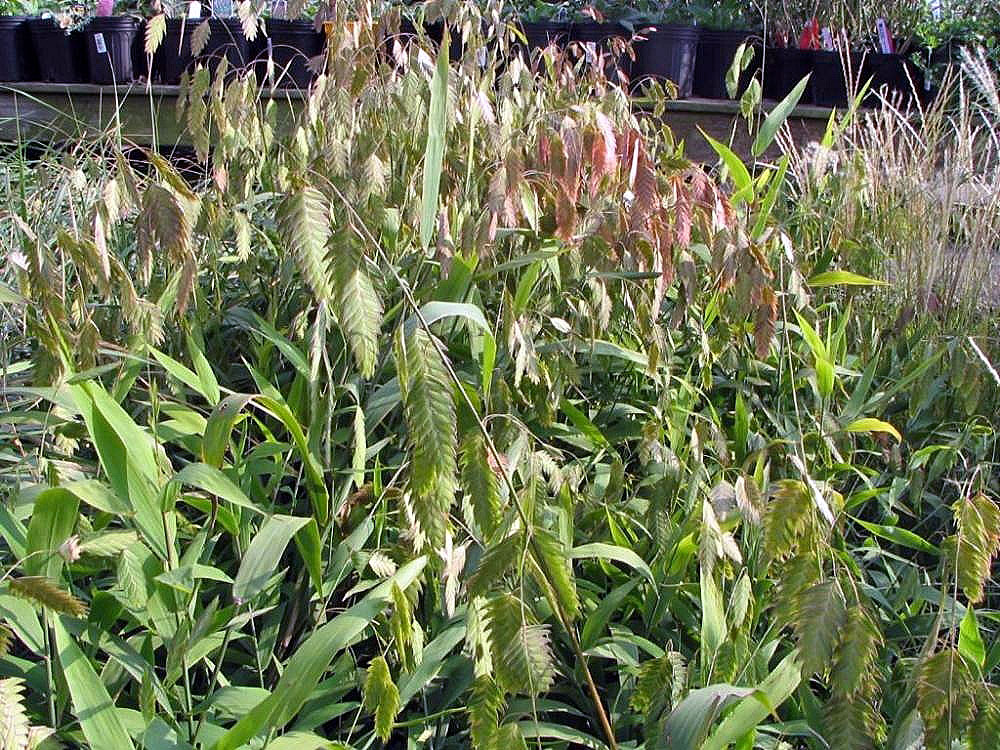
Il portamento
Chasmanthium latifolium

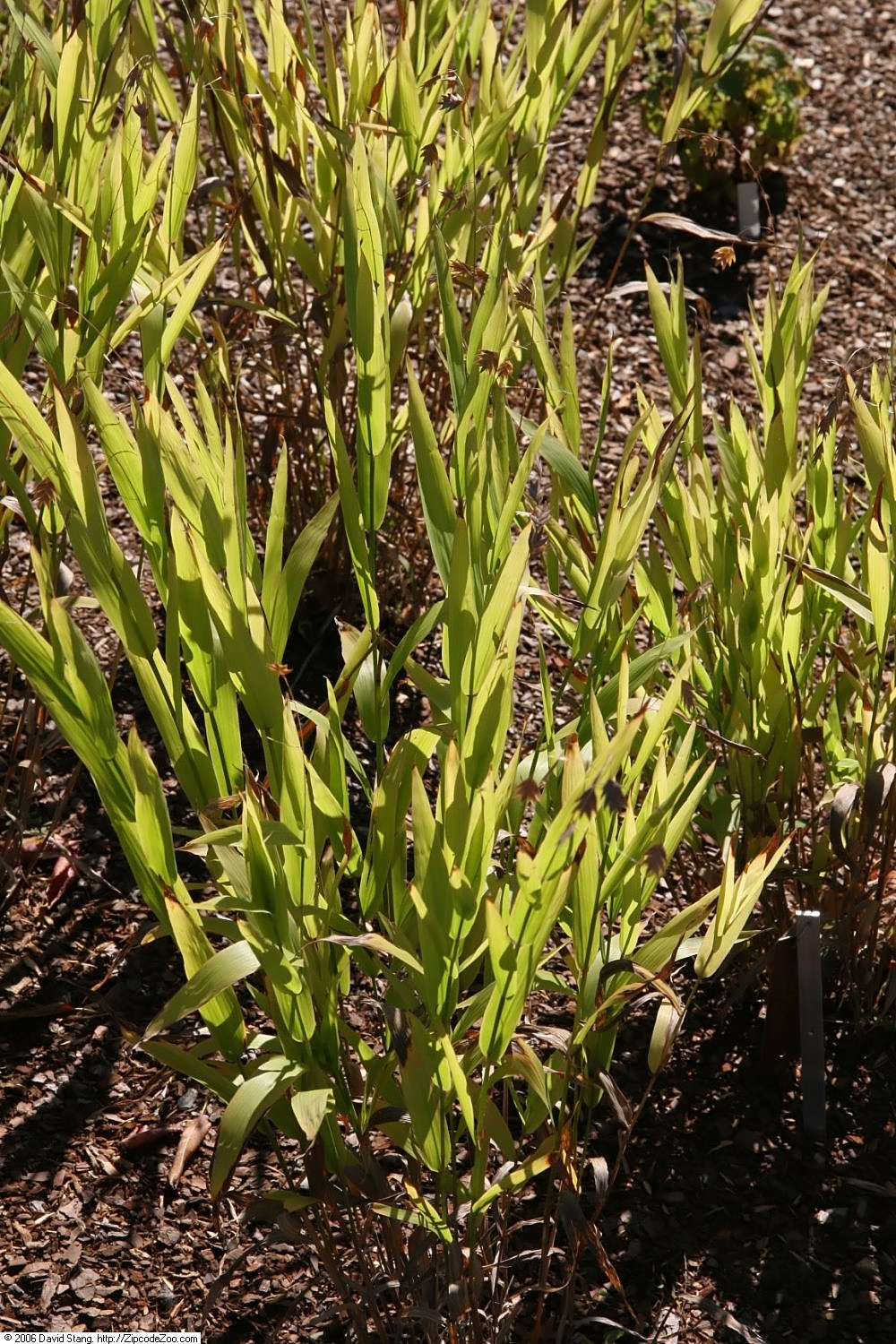
Le foglie
Chasmanthium laxum

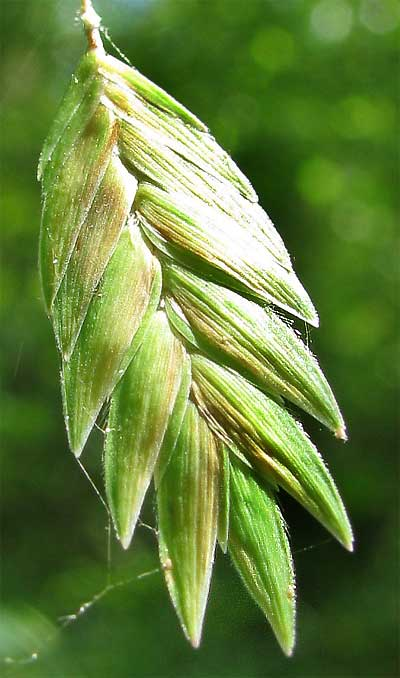
Infiorescenza
Chasmanthium latifolium

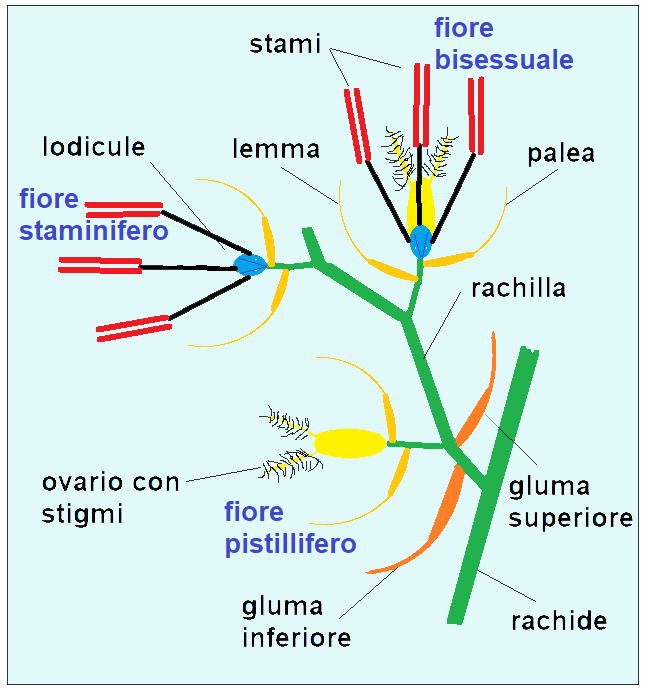
Spighetta generica con tre fiori diversi

### Portamento
Il portamento delle specie di questo gruppo in genere è cespitoso con rizomi corti o allungati e cicli biologici perenni. I culmi sono vuoti ma solidi con portamento eretto o genicolato o decombente e privo di rami laterali. Massima altezza dei fusti: 30 – 150 cm. Il ciclo fotosintetico di queste piante è del tipo C3. Altezza massima dei culmi: 100 cm.

### Foglie
Le foglie lungo il culmo sono disposte in modo alterno, sono distiche e si originano dai vari nodi. Sono composte da una guaina, una ligula e una lamina. Le venature sono parallelinervie con altre vene distintamente incrociate. Possono essere presenti dei pseudopiccoli.
- Guaina: la guaina è abbracciante il fusto.
- Ligula: le ligule sono membranosa; la membrana è sfrangiata oppure termina con una frangia di peli.
- Lamina: la lamina ha delle forme da lineari a lanceolate; sono presenti delle venature longitudinali, mentre quelle incrociate sono o assenti o presenti e ben distinte.

### Fiori
- Infiorescenza principale (sinfiorescenza o semplicemente spiga): le infiorescenze, ascellari e terminali, sono ramificate (o con rami primari non ramificati, o rami primari ramificati formanti rami di ordine superiore) e sono formate da poche spighette (sessili o peduncolate) ed hanno la forma di una pannocchia aperta o contratta o agglomerata.
- Infiorescenza secondaria (o spighetta): le spighette, compresse lateralmente e con forme ellittiche o oblunghe o ovate o obovate, sottese da due brattee distiche e strettamente sovrapposte chiamate glume (inferiore e superiore), sono formate da 2 a 10 (fino a 24) fiori. Possono essere presenti dei fiori sterili o ridotti; in questo caso sono in posizione distale rispetto a quelli fertili. Alla base di ogni fiore sono presenti due brattee: la palea e il lemma. La disarticolazione avviene a maturità con la rottura della rachilla sotto ogni fiore fertile. Lunghezza delle spighette: 14 – 40 mm.
- Glume: le glume, persistenti e disuguali, sono più corte delle spighette; hanno una consistenza cartacea o erbacea e delle forme lanceolate o ovate con apici acuti o acuminati; le venature sono fino a 11 longitudinali; è presente una carena dorsale.
- Palea: la palea è provvista di chiglie alate; può essere gibbosa.
- Lemma: il lemma ha delle forme ellittiche o ovate con apici acuti o acuminati; la consistenza è cartacea o erbacea; le venature sono fino a 15 longitudinali;

I fiori fertili sono attinomorfi formati da 3 verticilli: perianzio ridotto, androceo  e gineceo.
- Formula fiorale:[7]

*, P 2, A (1-)3(-6), G (2–3) supero, cariosside.
- Il perianzio è ridotto e formato da due lodicule, delle squame traslucide, poco visibili (forse relitto di un verticillo di 3 sepali). Le lodicule hanno una consistenza carnosa.
- L'androceo è composto da un stame (o 3), ognuno con un breve filamento libero, una antera sagittata e due teche. Le antere sono basifisse con deiscenza laterale. Il polline è monoporato.
- Il gineceo è composto da 3-(2) carpelli connati formanti un ovario supero. L'ovario, glabro, ha un solo loculo con un solo ovulo subapicale (o quasi basale). L'ovulo è anfitropo e semianatropo e tenuinucellato o crassinucellato. Lo stilo, breve, è unico con due stigmi in genere piumosi.

### Frutti
I frutti sono del tipo cariosside, ossia sono dei piccoli chicchi indeiscenti, con forme ovoidali, nei quali il pericarpo è formato da una sottile parete che circonda il singolo seme. In particolare il pericarpo è fuso al seme ed è aderente. L'endocarpo non è indurito e l'ilo è puntiforme. L'embrione è provvisto quasi sempre di epiblasto ha un solo cotiledone (allungato) altamente modificato (scutello con fessura) in posizione laterale. I margini embrionali della foglia si sovrappongono.

## Biologia
Come gran parte delle Poaceae, le specie di questo genere si riproducono per impollinazione anemogama. Gli stigmi più o meno piumosi sono una caratteristica importante per catturare meglio il polline aereo. La dispersione dei semi avviene inizialmente a opera del vento (dispersione anemocora) e una volta giunti a terra grazie all'azione di insetti come le formiche (mirmecoria).

## Distribuzione e habitat
Le specie di questo gruppo sono presenti nel Nord America.

## Tassonomia
La famiglia delle Poacee comprende circa 800 generi e oltre 9.000 specie. È una delle famiglie più numerose e più importanti del gruppo delle monocotiledoni. La famiglia è suddivisa in 12 sottofamiglie, la tribù Chasmanthieae fa parte della sottofamiglia Panicoideae.

### Specie
Il genere comprende le seguenti specie:
- Chasmanthium curvifolium (J.Valdés, Morden & S.L.Hatch) Wipff & S.D.Jones, 1991
- Chasmanthium latifolium  (Michx.) H.O.Yates, 1966
- Chasmanthium laxum  (L.) H.O.Yates, 1966
- Chasmanthium nitidum  (Baldwin ex Elliott) H.O.Yates, 1966
- Chasmanthium ornithorhynchum  Nees, 1838

### Filogenesi
All'interno della famiglia Poaceae la sottofamiglia Panicoideae appartiene al clade "PACMAD" (formato dalle sottofamiglie Aristidoideae, Arundinoideae, Micrairoideae, Danthonioideae, Chloridoideae e Panicoideae). Questo clade con il clade BEP (formato dalle sottofamiglie Ehrhartoideae, Bambusoideae e Pooideae) forma un "gruppo fratello" (il clade BEP a volte è chiamato clade "BOP" in quanto la sottofamiglia Ehrhartoideae a volte è chiamata Oryzoideae). La sottofamiglia di questa voce, nell'ambito del clade "PACMAD", a parte la sottofamiglia Aristidoideae in posizione "basale", forma un "gruppo fratello" con il resto delle sottofamiglie del clade.
Il clade "PACMAD" è un gruppo fortemente supportato fin dalle prime analisi filogenetiche di tipo molecolare. Questo gruppo non ha evidenti sinapomorfie morfologiche con l'unica eccezione dell'internodo mesocotiledone allungato dell'embrione. Questo clade inoltre è caratterizzato, nella maggior parte delle piante, dal ciclo fotosintetico di tipo C4 (ma anche a volte tipo C3).
La tribù Chasmanthieae fa parte del primo gruppo di tribù che si sono differenziate nell'ambito della sottofamiglia e con la tribù Zeugiteae forma un "gruppo fratello". In alcuni studi i generi di queste due tribù sono tutti descritti all'interno della tribù Chasmanthieae. Nelle specie di questa tribù il ciclo fotosintetico è del tipo C3).
Per questo genere è stata evidenziata la seguente sinapomorfia: la gibbosità della palea; mentre le chiglie alate sono un carattere distintivo di questo gruppo.
I numeri cromosomici delle specie di questo genere sono: 2n = 24 e 48.